# Alen Bokšić
Alen Bokšić (21 de gener de 1970) és un exfutbolista croat de la dècada de 1990.
Amb la selecció iugoslava participà en el Mundial de 1990 però no hi disputà cap partit. Fou 40 cops internacional amb Croàcia.
Pel que fa a clubs, defensà els colors d'Olympique de Marsella, Juventus FC i SS Lazio.

## Palmarès
Hajduk Split
- Copa iugoslava de futbol: 1991

Marseille
- Lliga de Campions de la UEFA: 1992-93

O. Marseille
- Lliga italiana de futbol: 1996-97
- Supercopa d'Europa de futbol: 1996
- Copa Intercontinental de futbol: 1996

Lazio
- Lliga italiana de futbol: 1999-00
- Copa italiana de futbol: 1998, 2000
- Recopa d'Europa de futbol: 1999
- Supercopa d'Europa de futbol: 1999